# Tomonoura
Tomonoura (鞆の浦) es una población pesquera de Japón, localizada en Fukuyama, Hiroshima, a 14 kilómetros al sur de la estación Fukuyama.
Tomonoura ha sido un puerto próspero desde la antigüedad. Su puerto circular único se conservó incluso después de que se introdujeran las modernas instalaciones portuarias.
Alrededor de Tomonoura está el parque Tomo-kōen (鞆公園), parte del Parque nacional de Setonaikai, donde se encuentran varios templos históricos. En 2007, el puerto se incluyó en la lista de los 100 municipios más pintorescos de Japón y su puerto se incluyó en la lista de las 100 principales características naturales históricas de Japón.
Tomonoura es conocida por su pesca de Madai (真鯛).
La mayor parte de la película animada de 2008 Gake no ue no Ponyo (en español Ponyo en el acantilado o Ponyo y el secreto de la sirenita) está basada en esta localidad.